# Bulbinella elegans
Bulbinella elegans är en grästrädsväxtart som beskrevs av Rudolf Schlechter och Pauline Lesley Perry. Bulbinella elegans ingår i släktet Bulbinella och familjen grästrädsväxter. Inga underarter finns listade i Catalogue of Life.

## Bildgalleri

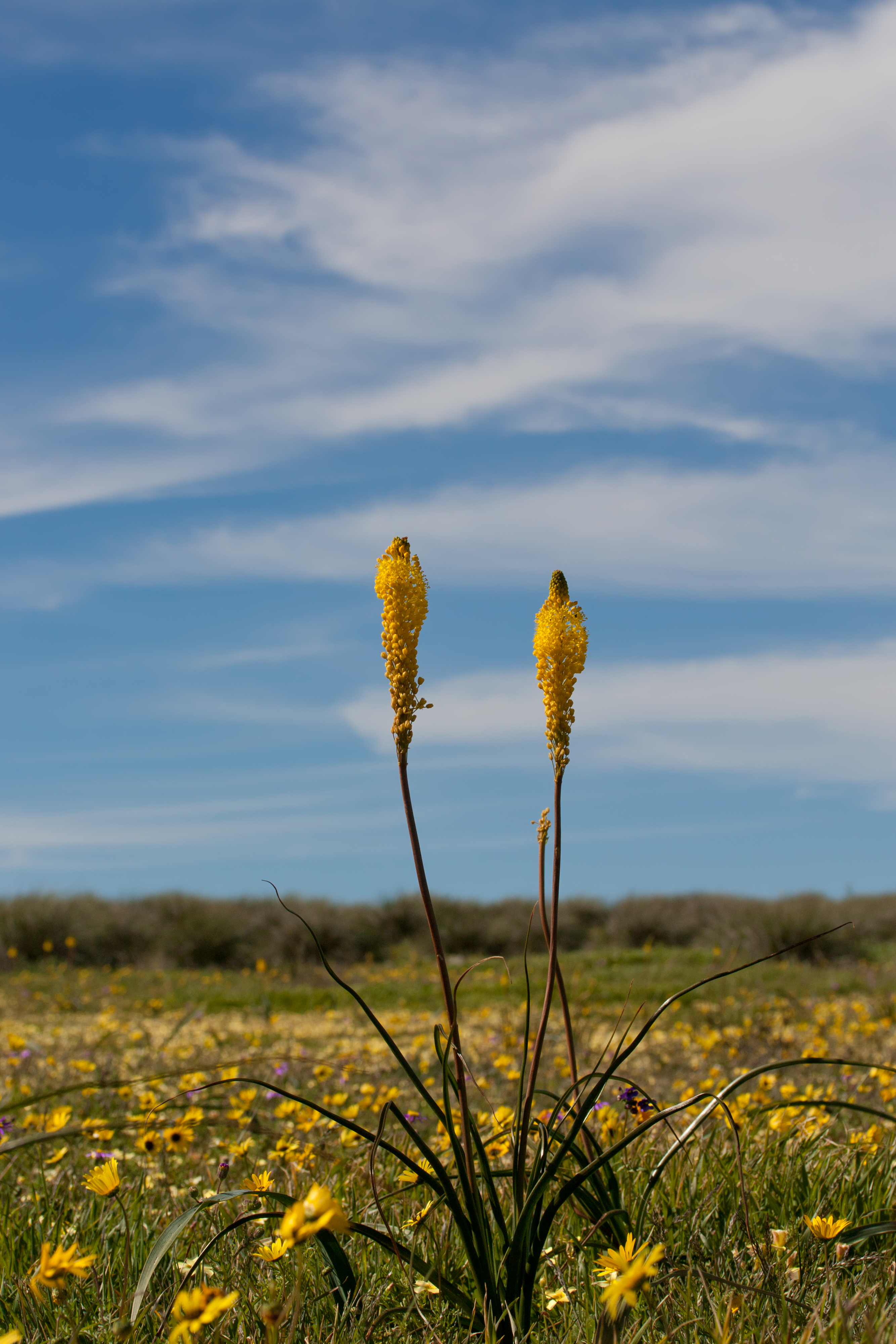